# Ursulino Leão
Ursulino Tavares Leão (Crixás, 10 de setembro de 1924 – Goiânia, 19 de outubro de 2018) foi um advogado, escritor e político brasileiro.
Foi vice-governador e governador interino de Goiás, de 2 a 12 de julho de 1973, tendo assumido, além de ter sido deputado estadual pela mesma unidade federativa. Foi filiado à Aliança Renovadora Nacional.
Foi o ocupante da cadeira 20, de 1967 até sua morte em outubro de 2018, da Academia Goiana de Letras.

## Biografia
Ursulino Tavares Leão nasceu na cidade de Crixás, no estado de Goiás, em 10 de setembro de 1924; era filho de Tomaz Leão da Silva e Luíza Tavares Leão. Concluiu seus estudos do Fundamental I e II e do Ensino Médio no Ginásio Anchieta, na cidade de Silvânia. Casou-se com Gislene Petronilo e teve os filhos Thomaz e Paulo. Em seguida, formou-se em direito, pela Faculdade de Direito da Universidade Federal de Minas Gerais, em Belo Horizonte.

## Carreira política
Nas eleições estaduais em Goiás em 1962, elegeu-se suplente de deputado estadual pela coalizão UDN-PSP. Em 4 de junho de 1964, devido à ditadura militar brasileira, o titular teve o mandato cassado pelo Presidente do Brasil, Humberto Castelo Branco. Ursulino assumiu o mandato, permanecendo até fevereiro de 1971, pois havia se reelegido nas Eleições estaduais em Goiás em 1966, com 7.846 votos. Tomou posse como vice-governador do Estado, eleito indiretamente, na chapa de Leonino Caiado. Desde a dissolução da UDN e a instauração do bipartidarismo por força do Ato Institucional n.º 2, Ursulino estava filiado à Aliança Renovadora Nacional. Exerceu a governadoria interina do estado, por licença do titular, no período de 2 e 12 de julho de 1972.

## Vida posterior e morte
Após a vice-governadoria, Ursulino deixou a vida pública e se tornou procurador de justiça do Estado de Goiás, realizando um curso da Associação dos Dipolmados da Escola Superior de Guerra. Ele faleceu em 19 de outubro de 2018, aos 95 anos de idade.

## Obras publicadas
- Romances:

Maya
Rio de Janeiro. Irmãos Pongetti Editores, 1949.
Praça de Vereda Maior
Rio de Janeiro. Editora Nova Fronteira, 1986.
A Procissão do Silêncio
São Paulo. Global Editora, 1990.
Baldeação para Nínive
Rio de Janeiro, Editora Nórdica, 1994.
A Maldição da Cruz
São Paulo. Editora Nórdica, 1996.
Judith
São Paulo. Editora Marco Zero, 1998.
Depois e Ainda
São Paulo. Editora Marco Zero, 2002.
- Contos:

Existência de Marina
Goiânia. Irmãos Oriente Editores, 1962.
Fonte Expressa
São Paulo. Edições MM, 1975.
Rodovia Preferencial
Rio de Janeiro. Editora Cátedra, 1981.
Idílio na Serra da Figura
Goiânia. Editora Contato comunicação, 2015.
- Crônicas:

Livro de Ana
Goiânia. Irmãos Oriente Editores, 1972.
Segundo Livro de Ana
Goiânia. Editora do Jornal O Popular, 1980.
Crônicas & Outras Histórias
Goiânia. Editora de O Popular, 1998.
(em parceria com os demais cronistas deste jornal)
Vaga-lumes da neblina
Goiânia. Editora da Pontifícia Universidade Católica de 
Goiás, 2005.
Terceiro Livro de Ana
Goiânia. Editora Kelps, 2013.
Gyn
Goiânia. Editora Contato Comunicação, 2015.
- Poesia:

Salmos da Terra
Goiânia. Editora Policor, 1985.
Estiagem
Goiânia. Editora Kelps, 209.
- Ensaios:

Roteiro dos Sentimentos da Cidade de Goiás
Goiânia. Editora da Pontifícia Universidade Católica de Goiás, 2003.
O Velho Avesso do Novo
Goiânia. Editora Kelps, 2005. Em parceria com Lena Leão.
Santidade e Poesia
Goiânia. Editora da Pontifícia Universidade Católica de Goiás, 2006.
Presença do Tribunal de Justiça na História de Goiás
Goiânia. Fundação de Apoio e à Pesquisa da Universidade Federal de Goiás, 2010. Em parceria com Maria Augusta de Sant’Anna Moraes.
Lírios do campo para Jesus de Nazaré
         Goiânia. Editora Contato Comunicação, 2015.
- Opúsculos:

Confissão do Abandono
discurso de posse na Academia Goiana de Letras
Goiânia. Irmãos Oriente Editores, 1968.
Estudo sobre Aluísio de Azevedo
discurso de posse na Academia Brasiliense de Letras
Goiânia. Irmãos Oriente Editores, 1975.
A Nossa responsabilidade na Paz
palestra na Conferência do Distrito 453, do Rotery Internacional, em 1959. 
Confiteor (memórias)
Apresentação de Hélio Moreira, prefácio sem autor
Goiânia: Contato Comunicação, 2018, 244 páginas.